# Jean-Pierre Campredon
Jean-Pierre Campredon (* 6. Februar 1916; † 2006) war ein französischer Diplomat, zuletzt im Rang eines Botschafters.

## Leben
Jean-Pierre Campredon trat 1942 in den auswärtigen Dienst ein. Von 1946 bis 1947 war er bei der Protektoratsverwaltung von Französisch-Marokko in Rabat beschäftigt. Von 1951 bis 1957 war er Arbeitsminister in der Verwaltung der internationalen Zone von Tanger. Von 1957 bis 1958 war er technischer Berater beim marokkanischen Minister für Arbeit und Sozialfragen in der Regierung von Mohammed V. Von 1958 bis 1960 war er, zuerst im Rang eines Ersten Sekretärs, später als Zweiter Botschaftsrat, an der Botschaft in Rio de Janeiro akkreditiert. Anschließend war er in der Zentrale am Quai d’Orsay mit Verwaltungsaufgaben beschäftigt.
Von 1960 bis 1964 saß er im Aufsichtsrat des ORTF und Verwaltungsrat des Ocora Radio France (OCORA). Er war Vorsitzender des Direktionsrates der École des hautes études internationales. 
Campredon amtierte als französischer Botschafter in Togo (1970–1975), Sudan (1975–1978) und Madagaskar (1978–1981). Er war Ritter der Ehrenlegion.